# Niederotterbach
Niederotterbach är en kommun och ort i Landkreis Südliche Weinstraße i förbundslandet Rheinland-Pfalz i Tyskland.
Kommunen ingår i kommunalförbundet Verbandsgemeinde Bad Bergzabern tillsammans med ytterligare 20 kommuner.